# خوزه مورنا ویلا
خوزه مورنو ویلا شاعر اسپانیایی و عضو گروه نسل ۲۷ بود. او استعدادهای بسیاری داشت: روایت‌گر، جستارنویس، منتقد ادبی، هنرمند، نقاش، پژوهشگر و غیره. او در چندین دانشگاه در ایالات متحده و مکزیک تحصیل کرد.

## اشعار
- "قربا" (۱۹۱۳)
- "مسافر" (۱۹۱۴)
- "مبارزات غم و شادی و تغییر شکل آنها" (۱۹۱۵)
- تکامل. داستان‌ها، هوی و هوس، بیستیاری، سنگ نوشته‌ها و آثار موازی» (۱۹۱۸)
- مجموعه. شعرها (۱۹۲۴)
- جاسینتا مو قرمز. شعر در شعر و نقاشی» (۱۹۲۹). ویرایش توسط Humberto Huergo Cardoso. بارسلونا: آنتروپوس، ۲۰۲۱.
- "خدایا" (۱۹۳۱)
- پل‌هایی که هیچ وقت تمام نمی‌شوند. شعر» (۱۹۳۳)
- "تالار بدون دیوار" (۱۹۳۶)
- "Stern Door" (1941)
- "شب کلمه" (۱۹۴۲)
- "صدا در پرواز به گهواره اش (پیش نمایش آن کتاب منتشر نشده)" Ed. Ángel Caffarena Such (1961)
- مقدمه "صدای در پرواز به گهواره" لئون فیلیپ، پایان‌نامه خوان ریجانو (۱۹۶۱)
- "اشعار کامل" اد. خوان پرز د آیالا (۱۹۹۸)
- موسیقی که او حمل می‌کرد. هنوز